# Leptura quadrifasciata
Leptura quadrifasciata је врста инсекта из реда тврдокрилаца (Coleoptera) и породице стрижибуба (Cerambycidae). Сврстана је у подпородицу Lepturinae.

## Распрострањеност и станиште
Врста се среће на читавом подручју Европе и у Сибиру. У Србији се Leptura quadrifasciata среће готово на свим надморским висинама, како у низијским тако и у брдским пределима. Насељава и листопадне и четинарске шуме.

## Опис
Глава, ноге и пронотум су црни. На целом пронотуму видљиве жућкасте или сивкасте длаке. Покрилца имају различите шаре, најчешће су црна са четири попречне жуте штрафте. Антене су код мужјака црне и нешто дуже, а код женке жућкастобраон. Други сегмент антене кратак, скоро квадратни, остатак издужен. Дужина тела је од 11 до 20 mm.

## Биологија
Комплетан циклус развића се одвија у периоду од 2 до 4 године. Ларва се развија у мртвим и трулим стаблима и гранама листопадног дрвећа, али и четинара. Врста је полифагна, а као домаћин јавља се велики број биљака (врба, топола, јова, бреза, буква, леска, храст, бор, смрча, итд.). Адулти се могу видети током јуна, јула и августа, а хране се поленом и другим деловима цветова. 

## Галерија
- одрасла јединка
- парење
- одрасла јединка

## Синоними
- Strangalia quadrifasciata (Linnaeus, 1758)
- Leptura apicalis Curtis, 1831
- Leptura apicata Stephens, 1839
- Leptura calcarata Panzer, 1798 nec Olivier, 1790
- Leptura octomaculata DeGeer, 1775